# Crypta
Crypta — бразильская дэт-метал-группа из Сан-Паулу, основанная в 2019 году бывшими участницами группы Nervosa Фернандой Лира и Луаной Даметто.

## История
Crypta была основана в июне 2019 года в качестве сайд-проекта участниц трэш-метал-группы Nervosa Фернанды Лира (вокал, бас-гитара) и Луаны Даметто (ударные), однако они не афишировали его формирование до следующего года. 25 апреля 2020 года из-за разногласий внутри группы Лира и Даметто покинули Nervosa, а в следующем месяце, 20 мая, они официально объявили о создании дэт-метал-формации под названием Crypta, в состав которой также вошли гитаристки Соня Анубис (ex-Burning Witches, Cobra Spell) и Таина Бергамачи (ex-Hagbard). 16 июня Napalm Records объявили, что выпустят дебютный альбом группы. Первый сингл и видеоклип были выпущены на песню «From The Ashes», которая повествует о восставшем из пепла фениксе.
Группа записала свой первый альбом в начале 2021 года в студии Family Mob, принадлежащей Джину Долабелле (Ego Kill Talent, ex-Sepultura) и Эстеваму Ромере. После выпуска трёх синглов («From the Ashes» 7 апреля, «Starvation» 11 мая и «Dark Night of the Soul» 8 июня) их дебютный альбом Echoes of the Soul вышел 11 июня 2021. Его сведением занимался Артур Ризк (работавший с Code Orange, Power Trip), а мастерингом — Йенс Богрен (работавший с Opeth, Dimmu Borgir, Sepultura). Обложку создал Уэс Бенскотер, известный по работе с такими группами, как Slayer, Kreator, Black Sabbath и многими другими. 20 ноября Crypta дали свой первый концерт на фестивале Porão do Rock в Бразилиа. Неизданный трек «I Resign» с альбома Echoes of the Soul был выпущен в виде сингла и видеоклипа 3 марта 2022 года.
5 апреля 2022 года в своих социальных сетях Соня Анубис объявила, что покидает коллектив. 13 апреля Джессика ди Фальчи была объявлена заменой Анубис во время уже запланированных предстоящих концертов и туров группы, включая выступления на фестивалях Wacken Open Air и Rock in Rio. 5 октября она была объявлена официальной участницей коллектива. Наряду с объявлением об официальном присоединении ди Фальчи группа подтвердила, что они планируют записать и выпустить второй альбом в 2023 году.
31 мая 2023 года Crypta анонсировала новый альбом Shades of Sorrow, который вышел 4 августа. Анонс был сделан одновременно с выпуском нового сингла «Lord of Ruins», сопровождаемого музыкальным видео. Перед выходом альбома, 27 июня и 1 августа соответственно были выпущены синглы «Trial of Traitors» и «The Other Side of Anger» вместе с видеоклипами на эти песни.

## Состав
Текущий состав
- Фернанда Лира (Fernanda Lira) — Bass&Sex (2019—настоящее время)
- Луана Даметто (Luana Dametto) — ударные (2019—настоящее время)
- Таина Бергамачи (Tainá Bergamaschi) — ритм гитара (2020—настоящее время)
- Джессика ди Фальчи (Jéssica di Falchi) — соло гитара (2022—настоящее время)

Бывшие участники
- Соня Анубис (Sonia Anubis) — гитара (2019—2022)

Концертные участники
- Элиза «Helly» Монтин (Elisa Montin) — ударные (2023)

## Дискография
Студийные альбомы
- Echoes of the Soul (2021)
- Shades of Sorrow (2023)

Синглы
- «From the Ashes» (2021)
- «Starvation» (2021)
- «Dark Night of the Soul» (2021)
- «I Resign» (2022)
- «Lord of Ruins» (2023)
- «Trial of Traitors» (2023)
- «The Other Side of Anger» (2023)